# Standrecht
Standrecht bezeichnet im Wehrrecht den Zustand, bei dem die Gerichtsbarkeit auf den höchsten Militärbefehlshaber übergeht, dem ein Kriegsgericht zur Seite steht, das so genannte Standgericht.
Die Einführung des Standrechts basiert auf der Annahme, dass ein ordentliches Gerichtsverfahren aus Mangel an Zeit oder Gelegenheit nicht durchführbar und eine Bestrafung des Täters in Form des „Kurzen Prozesses“ wegen der Bedeutung der Tat – oder als abschreckendes Beispiel für andere – unumgänglich sei.
Durch Standgerichte wurden in der Geschichte zahlreiche Todesurteile gefällt oder deren Vollstreckung veranlasst. Die Vollstreckung erfolgte häufig durch Erschießung („standrechtliche Erschießung“) oder durch Hängen („durch den Strang“).

## Geschichte

### Deutschland

#### Deutsches Kaiserreich
Wichtigster Punkt war nicht nur der Übergang der Gerichtsbarkeit auf den kommandierenden Militärbefehlshaber in den Armeekorpsbezirken des Deutschen Heeres, sondern die Anwendung des Militärstrafrechts auf alle sich im Kommandobezirk aufhaltenden Personen. Nur nach diesem Recht oder einem speziellen Gesetz für den Belagerungszustand konnte „Recht gesprochen“ werden (im Deutschen Kaiserreich das Preußische Belagerungsgesetz in der Fassung vom 4. Juni 1851). Nach der Erklärung des Kaisers Wilhelm II. vom 31. Juli 1914 wurde der Belagerungszustand reichsweit ausgerufen und der Belagerungszustand oder verschärfte Belagerungszustand trat in Kraft. Hier hatte der kommandierende Militärbefehlshaber das Recht, bedeutende Verfassungsartikel außer Kraft zu setzen und auf die Todesstrafe zu erkennen oder Todesurteile durch Standgerichte zu bestätigen.

#### Nationalsozialismus

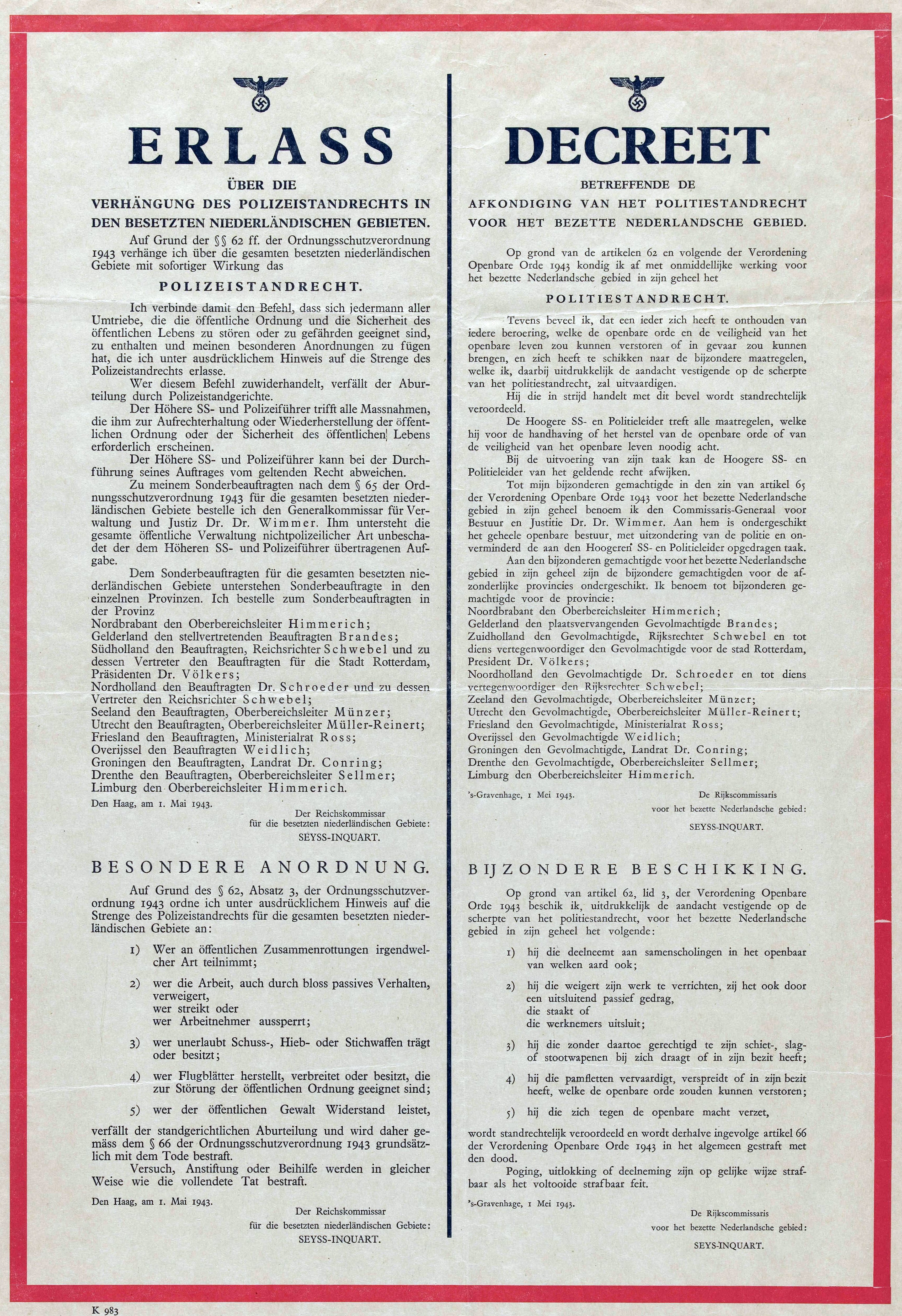
1943: Verkündung des Polizeistandrechts in den Niederlanden

Der Begriff des Standrechts wurde in der NS-Diktatur nur selten gebraucht. Stattdessen wurde meist mit der Bestimmung, eine bestimmte Region sei „Operationsgebiet“, zeitweise die Zuständigkeit von Militärgerichten deklariert. Häufig wurden in diesem Zusammenhang zwischen Sommer 1940 und Sommer 1944 Regiments-Standgerichte der Wehrmacht zur Aburteilung von Widerstandshandlungen von Einwohnern besetzter Gebiete West- und Nordeuropas beauftragt. Im besetzten Polen wurde der Begriff Standgericht auch von der Sicherheitspolizei übernommen, die zahlreiche Morde an Zivilisten hinter diesem Begriff zu kaschieren versuchte, indem willkürliche Tötungen als legitime Vollstreckung von Urteilen dargestellt wurden.
Alle Urteile durch Standgerichte in der Zeit des Nationalsozialismus wurden in Deutschland durch das NS-Unrechtsurteileaufhebungsgesetz im Jahr 1998 pauschal aufgehoben, das in seiner letzten Fassung am 30. September 2009 in Kraft trat.

##### Niederlande
Am 1. Mai 1943 führte die deutsche Besatzungsmacht in den Niederlanden das Polizeistandrecht ein; Zusammenrottung, Arbeitsverweigerung, Waffenbesitz, antideutsche Publikationen und anderer Widerstand konnten danach mit dem Tod auf der Stelle bestraft werden. Versuche, zu diesen Aktivitäten anzustiften oder passiv an ihnen teilzunehmen, konnten ebenfalls mit einer Sammelhinrichtung bestraft werden.